# Rudolf Kapera
Rudolf Wiktor Kapera (ur. 1 września 1938 w Zábřehu, zm. 8 lipca 2016) – polski trener piłkarski.

## Życiorys
Jego rodzice wyjechali za południową granicę w związku z poszukiwaniem pracy, którą ojciec – z zawodu górnik – znalazł w okolicach Ostrawy. W 1952 roku wraz z rodziną osiedlił się w Karczewie. W latach 1957–1962 występował w drużynie Mazura Karczew, następnie Rozwój Katowice (1962–1964) i Stal Giżycko (1964–1966). Studiował na warszawskiej Akademii Wychowania Fizycznego, którą ukończył w 1962.
Był trenerem drużyn piłkarskich: KSZO Ostrowiec Świętokrzyski (1973), Stali Mielec (juniorzy, 1973-1975), Ruchu Chorzów (1975-1977 jako asystent trenera z epizodem samodzielnym), Radomiaka Radom w latach 1977–1979, Polonii Warszawa (1979–1982, 1983–1984, 1987–1988), Stade Sportif Sfaxien (druga liga tunezyjska, 1988-1989) oraz Legii Warszawa (1989-1990).
Pracownik naukowo-dydaktyczny w Zakładzie Gier Zespołowych Akademii Wychowania Fizycznego w Warszawie w latach 1990–2003. Prowadził szkółkę piłkarską dla dzieci i młodzieży WETO. Współzałożyciel warszawskiego klubu SEMP Ursynów (Stowarzyszenie Edukacji Młodych Piłkarzy).